# Salmo cenerinus
La trucha de arroyo del río Po (Salmo cenerinus) es una especie de pez de la familia de los salmónidos.
Para algunos autores es un sinónimo de Salmo marmoratus. Además, Salmo trutta y Salmo marmoratus probablemente han hibridado con la mayoría de las poblaciones nativas de Salmo cenerinus.

## Morfología
Con una forma similar a las demás truchas, se ha descrito una captura de 80 cm, aunque su longitud máxima parece estar en unos 40 cm con una edad máxima de 8 años. Se diferencia de otras especies de trucha de la región por la combinación de los siguientes caracteres: manchas del género ausentes en adultos y subadultos -sobre unos 10 cm de longitud- y en juveniles verticalmente alargada; aleta caudal emarginada ligeramente; patrón de cuerpo no veteado; las manchas rojas no se limitan a la línea lateral; con manchas de color marrón oscuro o negro presentes.

## Distribución y hábitat
Es un pez de agua dulce subtropical, bentopelágico, distribuido por la cuenca fluvial del río Po y el río Isonzo -donde probablemente fue reintorudcida-, así como por la vertiente norte de los Apeninos en Italia, Suiza y Eslovenia, no estando claros los límites este y oeste de esta distribución. Habita en los arroyos de las zonas montañosas en aguas claras, que fluyen y bien oxigenadas -a menudo presente en hábitats no adecuados-, también en lagos alpinos y subalpinos.
Se alimenta de insectos acuáticos e invertebrados, mientras que los individuos grandes también se alimentan de peces. Se desplaza a pequeños afluentes para desovar en la grava.